# Grasklokjesdwergspanner
De grasklokjesdwergspanner (Eupithecia impurata) is een nachtvlinder uit de familie van de spanners (Geometridae). 

## Kenmerken
De voorvleugellengte bedraagt tussen de 17 en 19 mm. De basiskleur van de vleugels is lichtgrijs. Over de vleugels loopt een grillig patroon van witte en donkere dwarslijnen. De vleugels hebben een middenstip, die op de voorvleugel meer opvalt dan op de achtervleugel. De vlinder is zeer moeilijk op naam te brengen en is op grond van uiterlijke kenmerken nauwelijks te onderscheiden van bijvoorbeeld de guldenroededwergspanner, grijze dwergspanner, lariksdwergspanner of de jeneverbesdwergspanner. Uitsluitsel kan alleen verkregen worden door microscopisch onderzoek van de genitaliën.

## Levenscyclus
De grasklokjesdwergspanner gebruikt soorten klokje (Campanula) als waardplanten. De rups is te vinden in augustus en eet van de bloemen en de zaden. De soort overwintert als pop. Er is jaarlijks een generatie die vliegt van halverwege juni tot in augustus.

## Voorkomen
De soort komt verspreid van West-, via Centraal- en Oost-Europa tot het Midden-Oosten. De grasklokjesdwergspanner is in Nederland en België een zeer zeldzame soort. 